# Cis cavifrons
Cis cavifrons es una especie de coleóptero de la familia Ciidae.

## Distribución geográfica
Habita en Adelaida (Australia).